# Cot Asan (Lhoksukon)
Cot Asan is een bestuurslaag in het regentschap Aceh Utara van de provincie Atjeh, Indonesië. Cot Asan telt 166 inwoners (volkstelling 2010).